# 伊塔馬拉蒂
06°25′30″S 68°15′10″W / 6.42500°S 68.25278°W

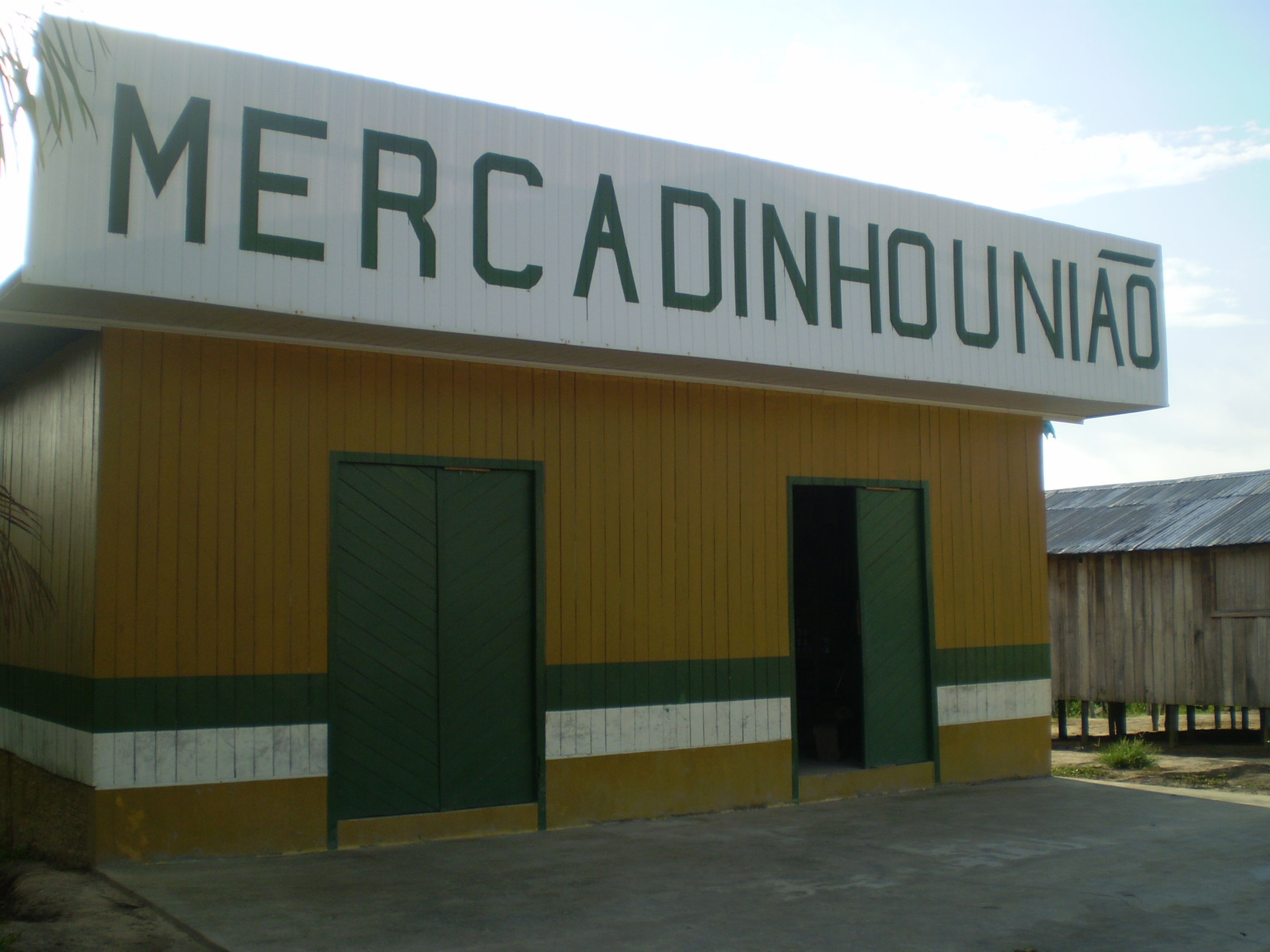
伊塔馬拉蒂

伊塔馬拉蒂（葡萄牙語：Itamarati）是巴西的城鎮，位於該國北部，由亞馬遜州負責管轄，面積25,276平方公里，海拔高度60米，2014年人口8,205，人口密度每平方公里0.32人。